# Vapenbrott
Vapenbrott är brott mot vapenlagar.
Enligt svensk lag är det straffbart enligt 9 kap 1 § vapenlagen att inneha skjutvapen utan tillstånd eller överlåta eller låna ut ett skjutvapen till någon som inte har rätt att inneha vapnet.
Påföljden för vapenbrott är fängelse i högst fem år. 
Om brottet är grovt döms för grovt vapenbrott till fängelse i lägst fyra år och högst sju år. Är brottet att anse som synnerligen grovt döms för synnerligen grovt vapenbrott till fängelse i lägst sex år och högst tio år.  
Om gärningen har begåtts av oaktsamhet eller om brottet är ringa, döms till böter eller fängelse i högst sex månader.

## Definition av vapen
Enligt vapenlagen definieras skjutvapen som vapen med vilka kulor, hagel, harpuner eller andra projektiler kan skjutas ut med hjälp av krutladdningar, kolsyreladdningar, komprimerad luft eller andra liknande utskjutningsmedel.
Med skjutvapen jämställs
1. obrukbara vapen som i brukbart skick skulle räknas som skjutvapen
2. start- och signalvapen som laddas med patroner
3. armborst
4. tårgasanordningar och andra till verkan och ändamål jämförliga anordningar
5. slutstycken, ljuddämpare, eldrör, pipor, stommar, lådor och trummor till skjutvapen, eller armborststommar med avfyrningsanordningar
6. anordningar som kan bäras i handen och är avsedda att med elektrisk ström bedöva människor eller tillfoga dem smärta och
7. anordningar som gör att skjutvapen kan användas med annan ammunition än de är avsedda för.[7]

Som skjutvapen räknas inte
1. salutkanoner som inte kan laddas med gastäta enhetspatroner
2. skjutvapen som har tillverkats före år 1890 och som inte är avsedda för gastäta enhetspatroner
3. spikpistoler avsedda för byggnadsarbete
4. bultpistoler avsedda för slakt eller för industriellt eller liknande bruk och
5. skjutanordningar avsedda för livräddning eller liknande ändamål.[8]

## Statistik
Under 2017 anmäldes 16 519 vapenbrott (brott mot knivlagen inkluderat). Mörkertalet är dock stort och många vapenbrott ertappas i samband med polisens ingripande vid andra typer av brott som t.ex. misshandel och rån.
| År   | Antal  |
| ---- | ------ |
| 2017 | 16 519 |
| 2016 | 15 475 |
| 2015 | 15 475 |
| 2014 | 13 665 |
| 2013 | 12 138 |
| 2012 | 12 488 |
| 2011 | 13 409 |
| 2010 | 13 524 |
| 2009 | 12 937 |
| 2008 | 13 420 |
| 2007 | 13 651 |

## Rättsfall
- Hos en person har påträffats vapen samt en stor mängd ammunition, en batong, handfängsel, tårgas, pepparspray, blyinfattade handskar, skyddsväst och walkie-talkie. Personen har dömts för förberedelse till grovt rån. Åtal för grovt vapenbrott har däremot ogillats då vapeninnehavet ansetts vara konsumerat av brottet förberedelse till grovt rån.[10]
- Innehav av ett ”prydnadsvapen” från 1800-talet har bedömts som ringa vapenbrott.[11]
- Ett innehav av en pennpistol och en patron till denna har ansetts utgöra ett vapenbrott av normalgraden. Trots presumtion för fängelse vid illegalt innehav av skjutvapen har påföljden för brottet bestämts till villkorlig dom med föreskrift om samhällstjänst (straffvärde är fängelse tre månader).[12]